# Arquitectura antipersona

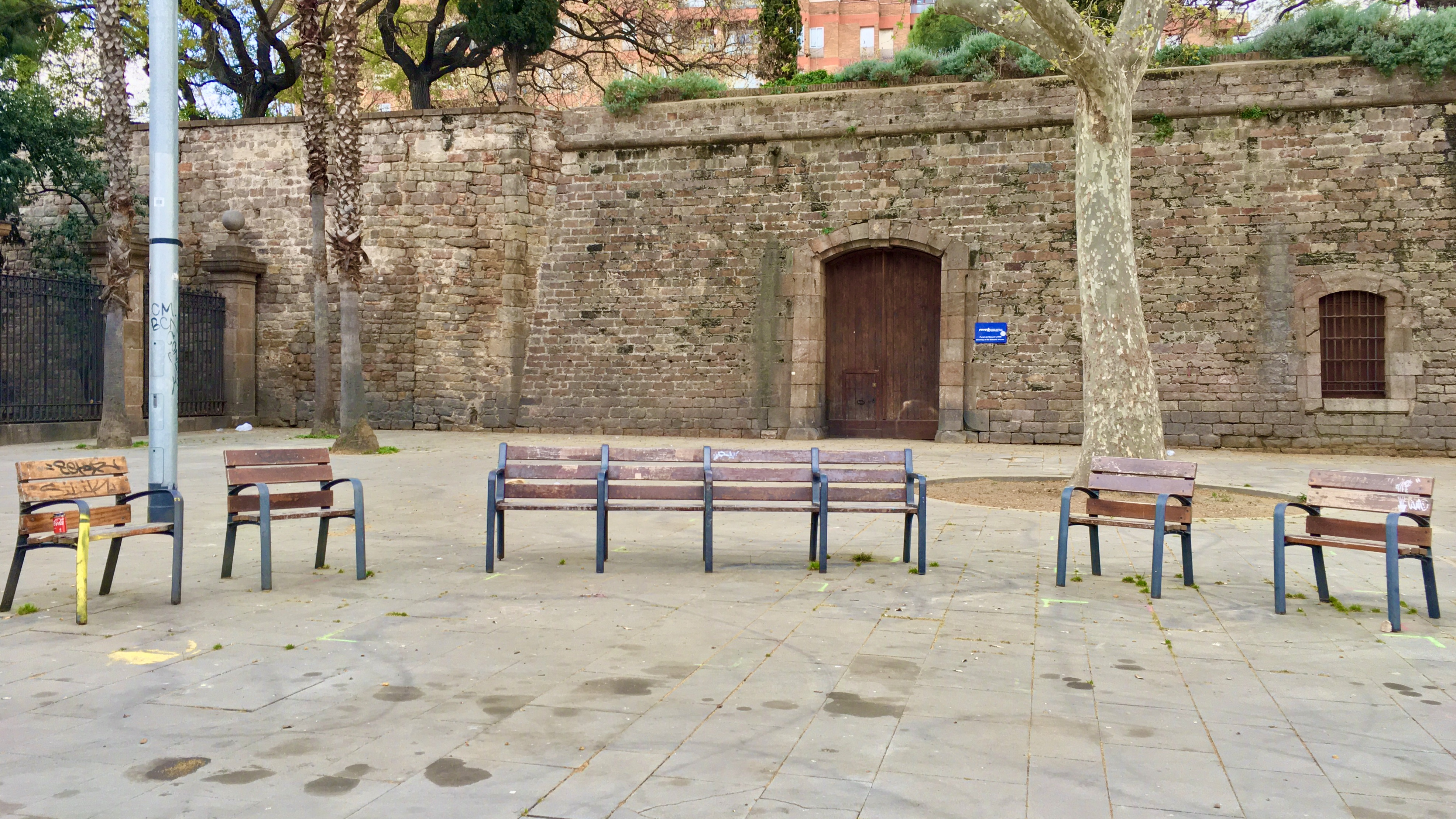
Bancs fragmentats al Raval de Barcelona per evitar que hi puguin jeure els sensesostre, un exemple d'arquitectura hostil.

L'arquitectura antipersona o arquitectura hostil és una estratègia defensiva de disseny urbà. Té com a objectius la dissuasió de l'incivisme i la dispersió de diversos col·lectius de persones en l'ús dels espais públics de les ciutats.

## Polèmica
Es tracta d'una tècnica polèmica i encunyada en la dècada de 2010, si bé amb orígens a diverses urbs dels Estats Units d'Amèrica i a Londres (Regne Unit) des de finals del segle xx. Els seus defensors en la planificació urbana justifiquen que té la finalitat de mantenir l'ordre i la seguretat pública, mentre que els seus detractors, organitzacions en defensa dels drets civils i bona part del consens acadèmic consideren que es tracta d'una militarització contemporània en la vigilància de les grans ciutats, una vulneració punitiva dels drets essencials de persones en situació de vulnerabilitat –especialment pel que fa a les persones sense llar– i una reducció de la diversitat cultural.